# Qatar ExxonMobil Open 2003
Відкритий чемпіонат Катару 2003 (також відомий як Qatar ExxonMobil Open 2003 за назвою спонсора) — 11-й чоловічий тенісний турнір, який відбувся з 30 грудня по 5 січня в місті Доха (Катар) на відкритих твердих кортах у Міжнародному центрі тенісу і сквошу Халіфа. Був одним зі змагань ATP International Series як частини Туру ATP 2003.

## Переможці

### Одиночний розряд
Штефан Коубек —  Ян-Майкл Гембілл 6–4, 6–4

### Men's Doubles
Мартін Дамм /  Цирил Сук —  Марк Ноулз /  Деніел Нестор 6–4, 7–6, [10–8]